# 池松和彦
池松 和彦（いけまつ かずひこ、1979年12月26日 - ）は、男子アマチュアレスリング選手、福岡県夜須町（現筑前町）出身。福岡県立三井高等学校、日本体育大学卒業。

## 主な戦績
- 2003年 世界選手権 銅メダル
- 2003年 全日本選手権 優勝（天皇杯獲得）
- 2004年 アテネオリンピックフリースタイル66kg級 5位入賞

## 経歴
- 城北幼稚園
- 東小田小学校
- 夜須中学校
- 1995年～1998年 福岡県立三井高等学校
- 1998年～2002年 日本体育大学
- 2002年～2005年 日本体育大学(助手)
- 2005年～ 2008年きん商グループ
- 2008年～福岡大学助手

## エピソード
部活が終わったあと、暗闇の中一人で練習をしていたほどの努力家である。

## その他
プロ野球、福岡ソフトバンクホークスの帆足和幸投手とは、高校時代3年間同じクラス。